# Lenkachse
Der Begriff Lenkachse wird für verschiedene Konstruktionen verwendet:
Bei Schienenfahrzeugen bezeichnet er Radsätze, die nicht starr im Rahmen gelagert sind, sondern sich aufgrund ihrer besonderen Beweglichkeit in Längs- und Querrichtung im Bogen insgesamt oder radweise radial einstellen können. Dadurch wird die Bogenläufigkeit der Wagen verbessert und der Verschleiß an den Spurkränzen und Schienenköpfen reduziert. Lenkachsen können gesteuert sein, beispielsweise durch Ableitung ihrer Bewegung von der Seitenverschiebung der Mittelachse bei Straßenbahn-Lenkdreiachsern.
Beim Lastkraftwagen und Bus bezeichnen Lenkachsen aktive elektronisch oder hydraulisch gelenkte zusätzliche Achsen, also nicht die Vorderachse, welche mit dem Lenkrad verbunden ist (siehe auch Steer-by-Wire ➔ Nachlauf-Lenkachse).
In der Flurfördertechnik wird der Begriff Lenkachse zum Beispiel für die hintere, gelenkte Achse bei Gabelstaplern verwendet.

## Lenkachsen bei der Eisenbahn
Bei Wagen mit kurzem Achsstand behindern die starr im Untergestell gelagerten Radsätze die Bogenläufigkeit nicht. Steigende Fahrgeschwindigkeiten erforderten Eisenbahnwagen mit größerem Achsstand, um ein ruhigeres Laufverhalten zu erreichen. Um die Bogenläufigkeit weiterhin zu gewährleisten, mussten Lenkachsen entwickelt werden. Die Vorschriften für den Einsatz von Lenkachsen, die in Krümmungen einen geringeren Zugwiderstand als starre Radsätze ermöglichen, waren in nationalen Normen geregelt. Der geringste minimale Bogenradius, der von Fahrzeugen mit starren Radsätzen befahren werden durfte, betrug z. B. in Deutschland 300 m, der größte zulässige Achsstand für starre Radsätzen 4,5 m. Für Fahrzeugen mit größerem Achsstand und starren Radsätzen, wie die Baureihen 171 und 172, 795 sowie 798, war eine Ausnahmegenehmigung erforderlich.

### Freie Lenkachsen

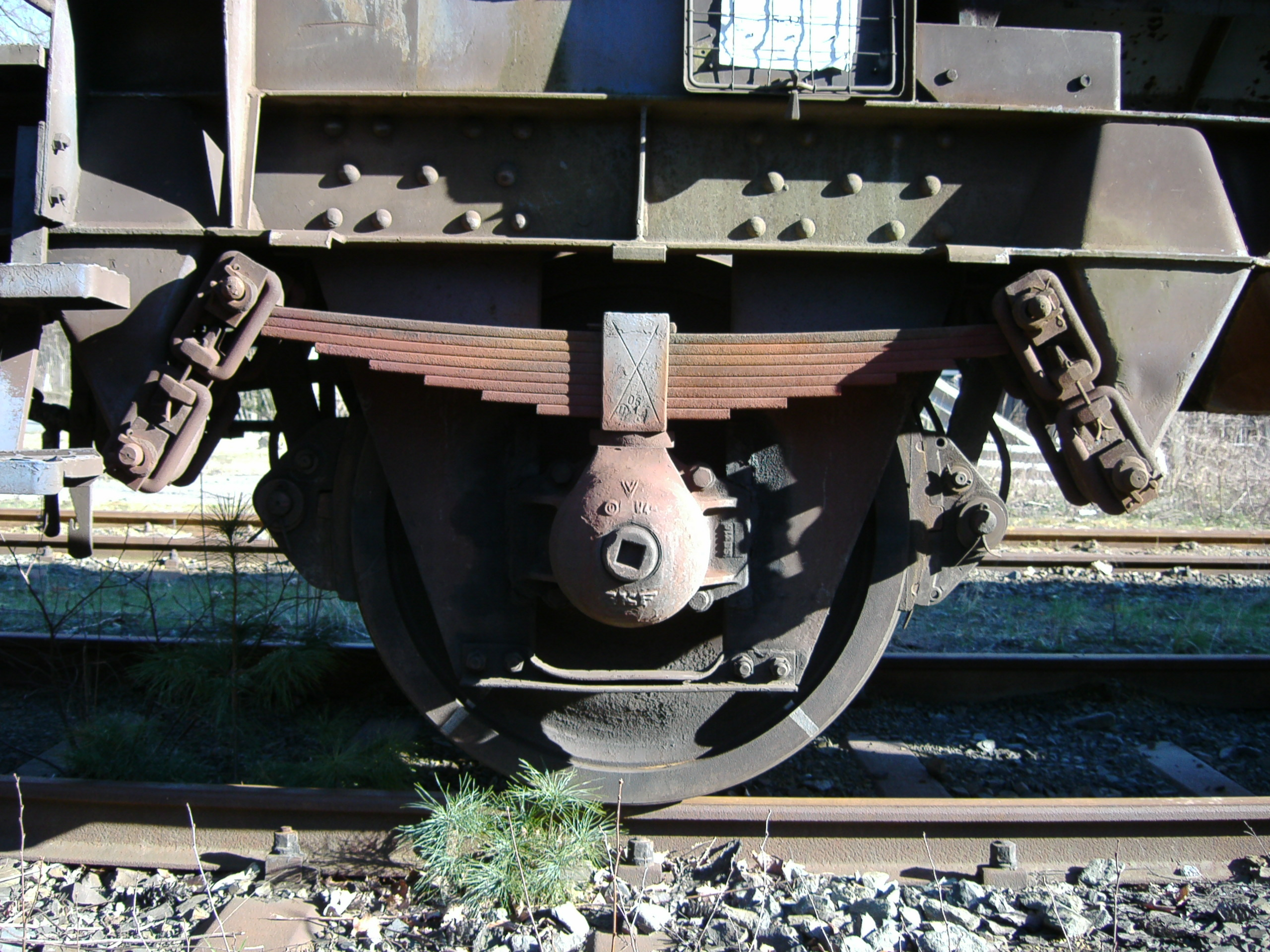
Güterwagen-Lenkachse mit schrägstehenden Doppelfederschaken

Bei der Eisenbahn werden freie Lenkachsen häufig eingesetzt. Sie können sich durch ein vergrößertes Spiel zwischen Radsatzlager und Radsatzhalter aufgrund der konischen Laufflächen im Bogen selbsttätig radial einstellen. Die schrägstehenden Federschaken bewirken in Verbindung mit dem Sinuslauf die Rückstellung im geraden Gleis.
Vereinslenkachsen haben ihre Bezeichnung von der Überarbeitung der Lenkachskonstruktionen durch den VDEV und einem entsprechenden VDEV-Erlass von 1882, dass nur noch vom VDEV genehmigte Lenkachskonstruktionen für Eisenbahnfahrzeuge zulässig seien. Von dem Begriff Vereinslenkachsen waren Drehgestelle mit mehr als einem Radsatz und einzelnen Radsätzen, die bei der Einstellung in die Krümmung keinen größeren Ausschlag aus der Mittelstellung von 5 mm ermöglichten, ausgeschlossen. Bei zweiachsigen Güterwagen hat sich im Lauf der Zeit die freie Lenkachse durchgesetzt, die weniger Wartung und einfacheren Betrieb zuließ. Bei einer Vereinslenkachse ist das Spiel des Radsatzlagergehäuses im Radsatzhalter in Längsrichtung vergrößert. Die Tragfeder ist an schrägstehenden Federschaken aufgehängt. Durch die äquivalente Konizität der Radlaufflächen kann sich der Radsatz im Bogen radial einstellen, das Gewicht des Fahrzeuges erzeugt über die schrägstehenden Federschaken zusätzlich zur Selbstzentrierung des Radsatzes im Gleis eine Rückstellkraft, die den Radsatz im geraden Gleis wieder zurückführt.
Nur bei dreiachsigen Wagen wurden zeitweise gekuppelte Lenkachskonstruktionen eingesetzt. Der mittlere Radsatz eines derartigen Wagens war seitlich verschiebbar und über ein Hebelgestänge mit den Endradsätzen verbunden. Lief der Wagen in einen Bogen ein, so wurde die mittlere Radsatz seitlich verschoben, damit wurden die Endradsätze über die Lenkerstangen radial eingestellt. Während das Prinzip bei Straßenbahnwagen als Lenkdreiachser eine gewisse Verbreitung fand, erwies sich der Aufwand unter Fernbahnverhältnissen auf Dauer als unnötig. Dreiachsige Wagen wurden in der Regel mit freien Lenkachsen wie Zweiachser ausgerüstet, der mittlere Radsatz erhielt durch die Aufhängungen der Tragfedern in schrägstehenden Schaken, entsprechende Abstände zwischen Achslagergehäusen und Achshaltern ein seitliches Spiel. Bei gleitgelagerten Mittelradsätzen erhielten die Lager durch die Form der Lagerschalen eine zusätzliche Seitenbeweglichkeit, bei rollengelagerten wurden die Spurkränze geschwächt. Auf Lenkerstangen und verschleißanfällige Gelenke konnte damit verzichtet werden.

### Lenkachsen bei Fahrzeugen mit eigener Energiequelle
Bei der Indienststellung der ersten selbstfahrenden Triebwagen wurden bei ca. 6,5 m Achsstand und 180 m Bogenradius ebenso Lenkachsen erforderlich. Die Praxis zeigte allerdings, dass die jeweils führenden Lenkachsen dieser Triebwagen sich nicht vollständig auf den Krümmungsradius einstellten, sondern diesen anschnitten. Deshalb besaßen und besitzen fast alle zweiachsigen Triebwagen mit größerem Achsstand Lenkachsen mit Deichselgestell nach der beigelegten Skizze. Hier werden die Radsätze durch das Deichselgestell im Bogen zwangsgeführt. Die Rückstellung in die Ausgangsstellung besorgen wie bei freien Lenkachsen die Federgehänge, auf denen die Last des Wagenkastens ruht.
Bei Lokomotiven gibt es spezielle Konstruktionen für die Auslenkung der Laufachsen, siehe Adamsachse, Bisselgestell und Krauss-Helmholtz-Gestell.

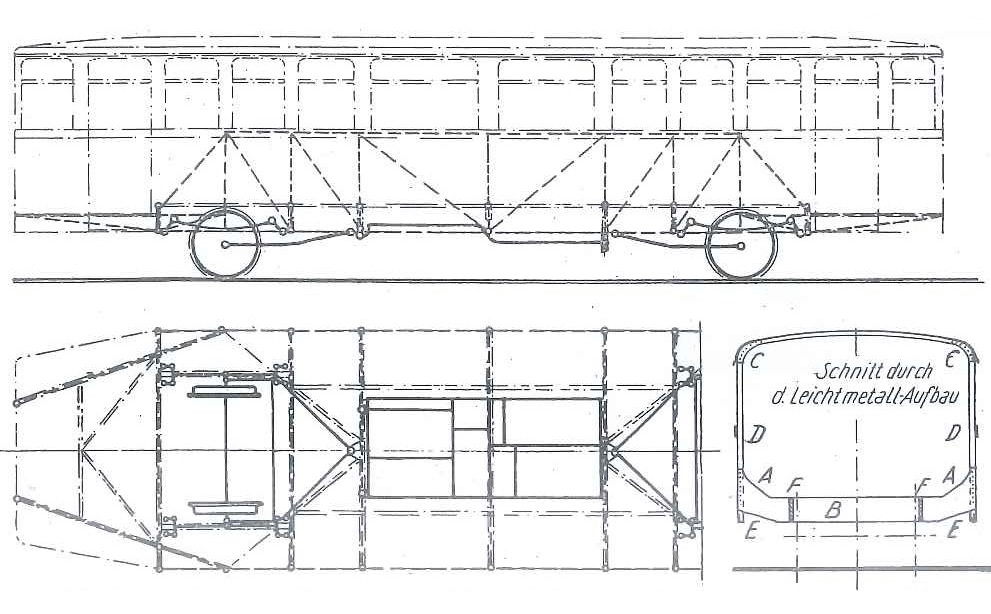
Prinzipskizze einer Lenkachse mit Hebelgestell bei dem HBE T 1
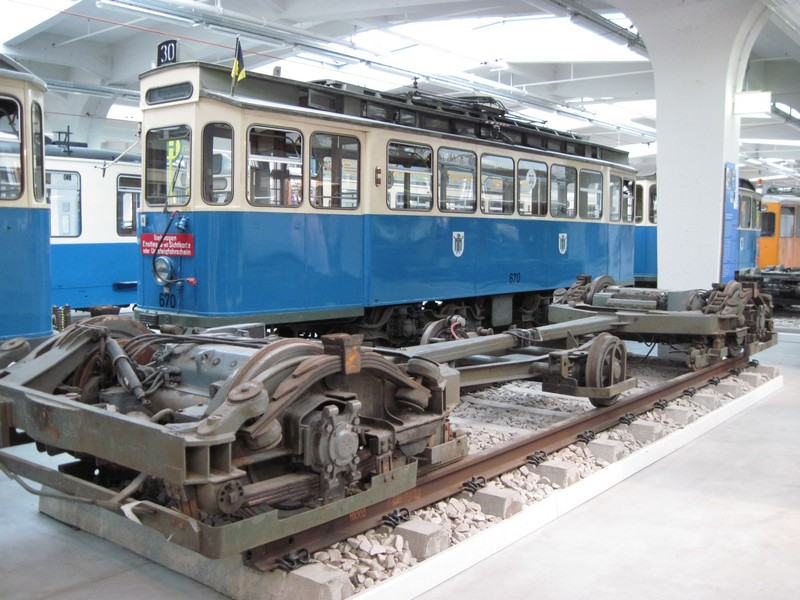
Lenkdreiachs-Laufgestell eines Straßenbahntriebwagens
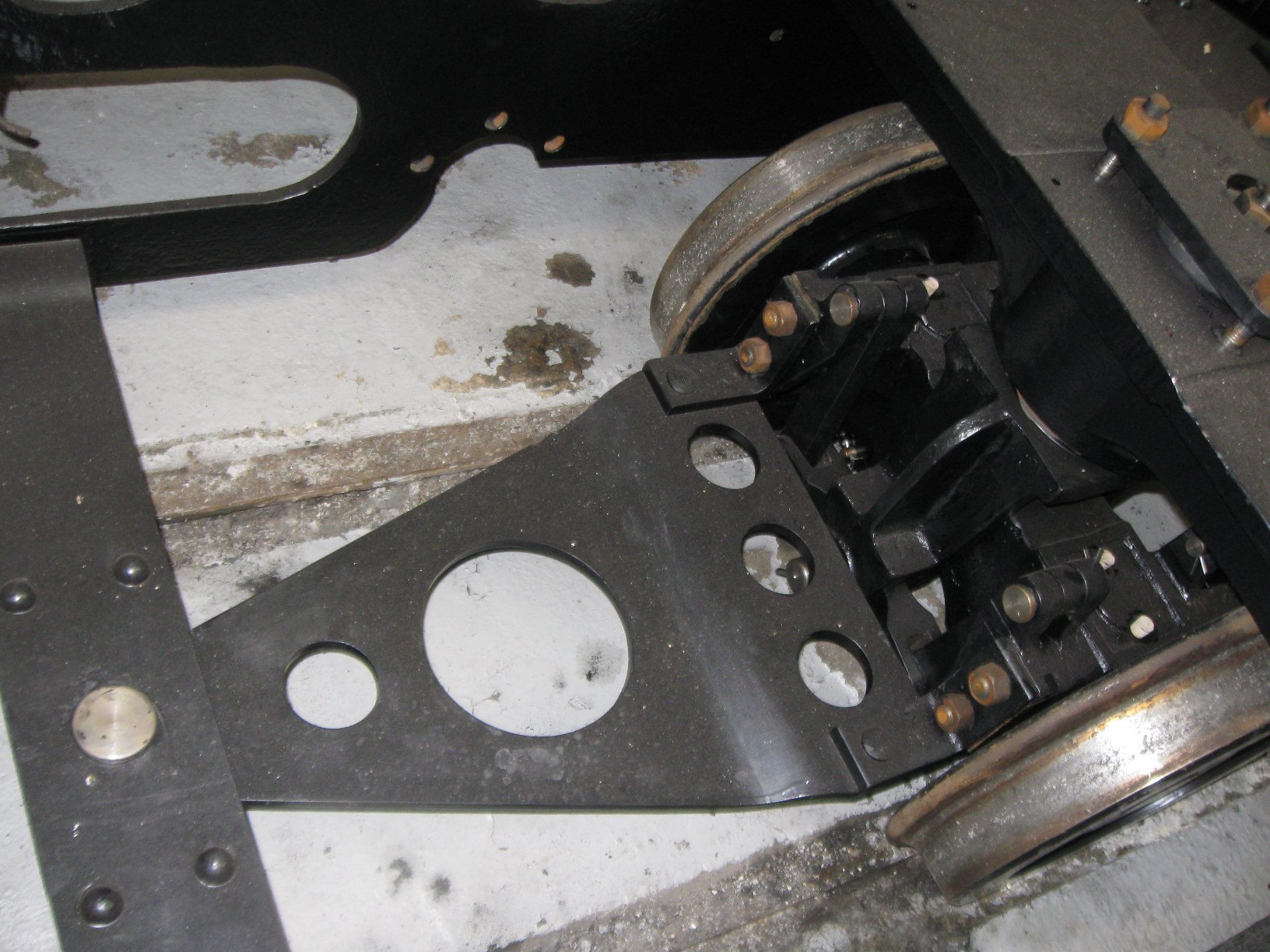
Bisselgestell einer schmalspurigen Dampflokomotive

- Lenkdreiachs-Laufgestell eines Straßenbahntriebwagens
- Bisselgestell einer schmalspurigen Dampflokomotive